# مگنهوفن
مگنهوفن (به آلمانی: Meggenhofen) یک منطقهٔ مسکونی در اتریش است که در ناحیه گرایسکیرچن واقع شده‌است. مگنهوفن ۱۸٫۲ کیلومتر مربع مساحت دارد ۳۹۰ متر بالاتر از سطح دریا واقع شده‌است.